# Puistolinna
Le château du parc (finnois : Puistolinna) est un bâtiment construit dans le quartier d'Amuri à Tampere en Finlande.

## Présentation
Le château du parc est un bâtiment résidentiel de six étages conçu par l'architecte Jaakko Tähtinen.
Il est situé au coin du parc du Häme et de Puutarhakatu à proximité de la bibliothèque principale de Tampere, Metso.
La construction de l'édifice commence au début du mois de janvier 1934 et s'achève en septembre de la même année. 
Le terrain n'étant pas très ferme, environ 1 600 pieux en bois sont enfoncés dans la parcelle à une profondeur de 5 à 10 mètres sur lesquels est construit le bâtiment. 
Contrairement aux idéaux de l'époque, et comme le note l'architecte, «à cause de la demande sans compromis du constructeur», la façade est maçonnée en brique brûlée foncée et scellée avec du mortier coloré. L'immeuble a six étages et il compte 79 appartements et 225 chambres au total.

## Galerie

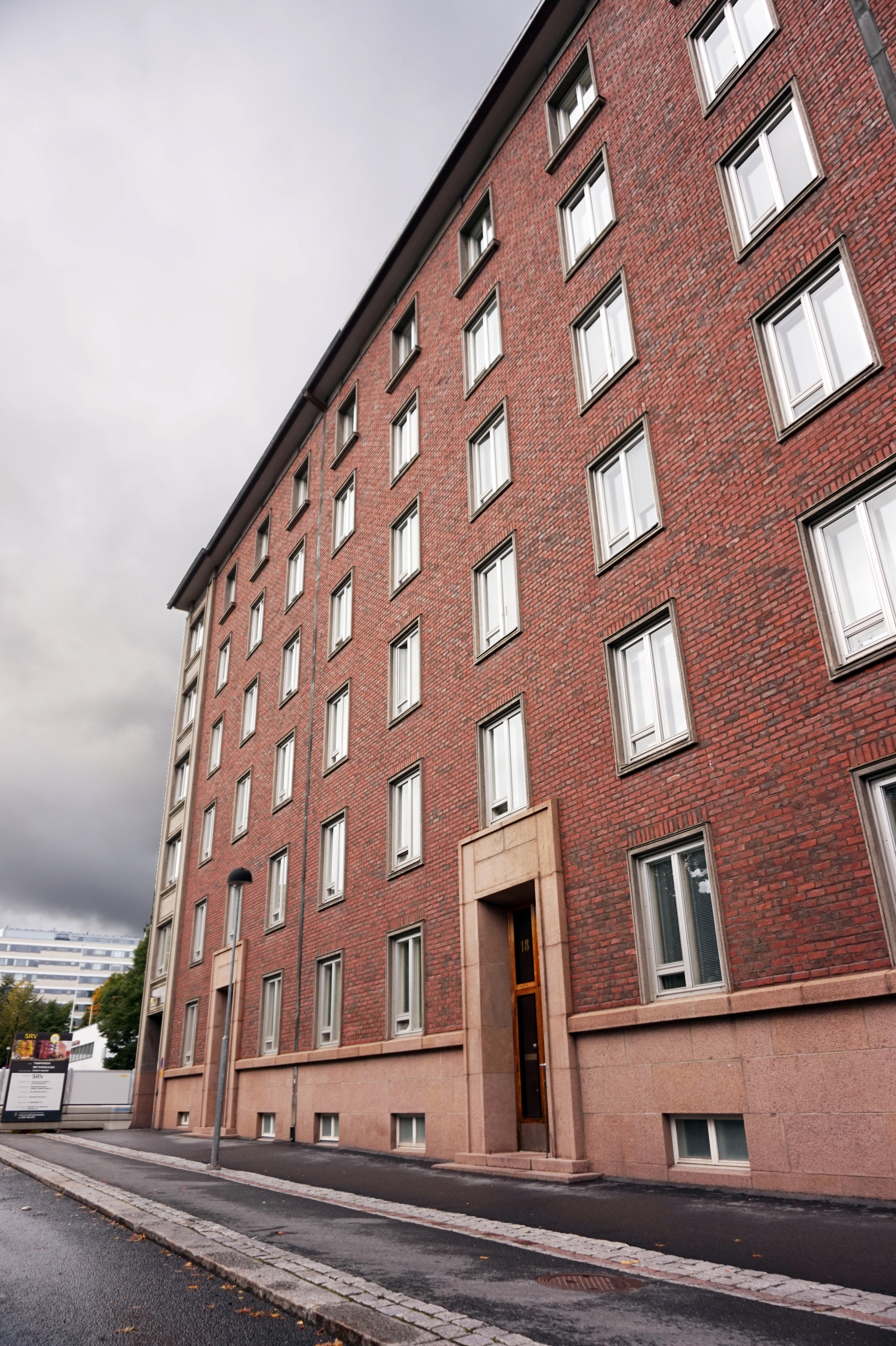
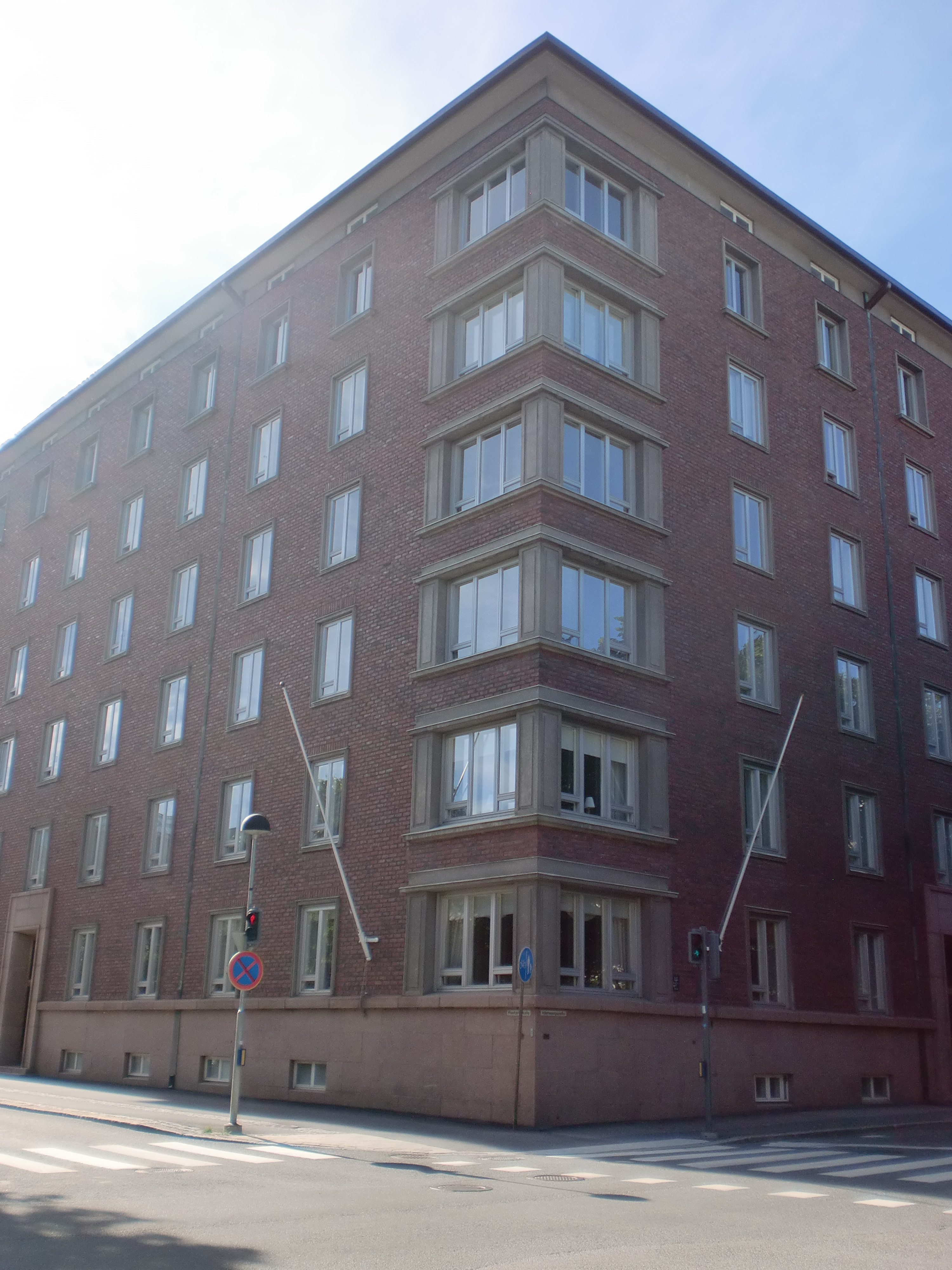